# Gestion (revue)
Gestion est une revue trimestrielle francophone publiée par Gestion - Revue internationale de gestion adossée à HEC Montréal. La revue est éditée depuis 1976.

## Histoire
La revue , dirigée par Sylvain Lafrance, a été fondée pour établir des liens entre le monde de la recherche universitaire et le monde des affaires. La vocation de Gestion est d'offrir les dernières réflexions dans le domaine de la gestion des entreprises à l'échelle internationale.
En 2015, Gestion a effectué un changement dans sa formule, présentant une nouvelle ligne éditoriale et une maquette graphique plus moderne.
Cette nouvelle édition propose une lecture multiplateformes sur support numérique et papier. Le premier numéro de cette édition présentait un portrait de Geoff Molson, accompagné de point de vue de professeurs ou journalistes tel que Sylvain Lafrance, Jacques Nantel ou encore Anne Darche.
Malgré cette nouvelle orientation éditoriale, la mission de Gestion demeure la même : offrir des connaissances scientifiques vulgarisées aux gens soucieux de rester à la page des tendances en matière de gestion d'entreprises.

## Site web
La revue Gestion possède également un site internet, sur lequel est publiée quotidiennement une nouvelle en lien avec le monde des affaires. On y aborde des sujets tels que le marketing, la stratégie d'entreprise, la gestion des ressources humaines, la finances, la comptabilité, les affaires internationales, le management les technologies de l'information et de la communication, l'éthique et la responsabilité sociale de l'entreprise, le leadership, l'innovation et la PME. Certains collaborateurs internes ou externes à HEC Montréal publient également à l'occasion des articles sur le site internet de Gestion.